# Spite Marriage
 Spite Marriage és una pel·lícula estatunidenca d'Edward Sedgwick i Buster Keaton estrenada el 1929.

## Argument
Elmer, un modest responsable d'un comerç de neteja en sec, està fascinat i enamorat de l'estrella de teatre Trilby. La va a veure a cada representació. Un quid pro quo el porta a reemplaçar un actor de l'obra i, incidentalment, les catàstrofes se succeeixen en escena, però això permet almenys a Elmer apropar-se a la seva ídol. Per posar gelós l'actor del qual està enamorada, Lionel, Trilby – que no hi és tota - es casa amb Elmer.
Els agents de Trilby, per salvar la situació, intenten explicar l'equivocació a Elmer però no vol sentir res.

## Repartiment
- Buster Keaton: Elmer
- Dorothy Sebastian: Trilby Drew
- Edward Earle: Lionel Benmore
- Joe Bordeaux: extra (no surt als crèdits)

## Al voltant de la pel·lícula
- El títol Spite Marriage significa "matrimoni per despit".
- Destacar una escena memorable, aquella on Elmer intenta posar al llit la seva (nova) dona, Trilby, totalment èbria, evitant a qualsevol preu de tocar-la.